# Humáravajh ibn Ahmad ibn Túlún
Abu Dzsajs Humáravajh ibn Ahmad ibn Túlún (arab írással أبو جيش خمارويه بن أحمد بن طولون – Abū Ǧayš Ḫumārawayh ibn Aḥmad ibn Ṭūlūn; Szamarra, Mezopotámia, 864 – Damaszkusz, Szíria, 896. január 18.) az egyiptomi központú, Palesztinát, Szíriát, Felső-Mezopotámia és az anatóliai határvidék egy részét irányító túlúnida dinasztia második uralkodója volt. Apja, Ahmad ibn Túlún 884-es halálát követően sikerült megőriznie a trónját, sőt elérte, hogy a kalifátus két alkalommal is elismerje örökletes fejedelemségét. Pazarlásainak köszönhetően azonban élete végére kimerült az államkincstár, a trónon őt követő, kiskorú fiai alatt pedig összeomlott az államhatalom.

## Származása, útja a trónig
Humáravajh a 868-ban egyiptomi helytartóvá kinevezett Ahmad ibn Túlún és egy al-Musztaín kalifa által neki adományozott ágyasa gyermekeként született a kalifátus székhelyén, Szamarrában. Apja eredetileg nem őt, hanem al-Abbász nevű fivérét szemelte ki örökösének, akit Alexandria helytartójává is kinevezett, ám az 879-ben, apja távollétében fellázadt. Vereségét követően, 881-ben vagy 882-ben apja elfogta és bebörtönözte, és ekkortól Humáravajh nevű fiát tekintette örökösének – jól mutatja ezt, hogy amikor 882–883-ban hadjáraton volt Szíriában és Palesztinában, őt bízta meg az egyiptomi ügyek vezetésével. Ibn Túlún 884. május 10-én bekövetkezett halálakor így a még nem egészen húszéves Humáravajh örökölte meg helytartóságát, a bebörtönzött al-Abbász pedig néhány nap múlva meghalt. A kezdeti nehézségei leküzdésében nagy segítségére volt a tízmillió dénárnyi kincstári tartalék, amit apja hagyott rá.
Ibn Túlún elméletileg al-Mutamid kalifa helytartójaként irányította Egyiptomot, a szír-palesztin térséget és az anatóliai határvidéket, fia azonban semmiféle jogalappal nem rendelkezett a tartományok feletti uralomhoz. A kalifa helyett tényleges hatalmat gyakorló fivére, a régens al-Muvaffak rossz szemmel nézte már Humáravajh apjának felemelkedését is, de a mezopotámiai rendteremtéssel elfoglalt, állandó pénzszűkében lévő hadúr nem léphetett fel az egyre növekvő hatalmú egyiptomi kormányzó ellen, különösen, hogy az általában megküldte a központi kincstárnak járó, létfontosságú adót. Viszonyuk tovább romlott, amikor Ibn Túlún megpróbálta rávenni a kalifát, hogy fivére gyámkodásától megszabadulva települjön át Egyiptomba. Al-Muvaffak megakadályozta fivére szökését, sőt Lulut, ellenfele szíriai és Dijár Mudar-i kormányzóját is sikerült saját táborába csábítania, de végül tárgyalásokba kezdett ellenfele elismeréséről. A hatalomváltás azonban kedvező lehetőséget teremtett a beavatkozásra, különösen, hogy Ibn Túlún vezírje, Ahmad ibn Muhammad al-Vásziti is átállt a régens oldalára, így a tárgyalások megszakadtak.

## Uralkodása
A támadást Iszhák ibn Kundádzs, a még 883-ban egyiptomi és szíriai kormányzóvá kinevezett moszuli helytartó és Muhammad ibn Abi sz-Szádzs anbári parancsnok vezette. A damaszkuszi helytartó átállt hozzájuk, és rövidesen erősítést is kaptak a régens fia, a későbbi al-Mutadid kalifa vezetésével. A döntő összecsapásra Dél-Palesztinában került sor 885 február-márciusa folyamán: az ún. malmok csatáját Humáravajh megfutamodása ellenére a túlúnida hadsereg nyerte meg Szaad ibn Ajszar parancsnok kitartásának köszönhetően. Al-Muvaffak fia szintén megfutamodott az összecsapás során. Ibn Ajszar a csatát követően Damaszkuszba vonult, ahol fellázadt ura ellen. A szégyenteljes megfutamodását ezután olykor túlzott merészséggel kompenzáló Humáravajh személyesen indult a lázadó ellen, akit gyorsan levert, majd Ibn Kundádzs legyőzésével Észak-Szíriát is megszerezte. Ibn Abi sz-Szádzs rövidesen átállt az oldalára, így Felső-Mezopotámia is Humáravajh ölébe hullott, aki 886-ra az apjának sikeresen ellenálló kilikiai helytartót, Jazmánt is a hűségére térítette. A régens 886 decemberében kénytelen volt békét kötni vele, amiben – busás évi adóért cserébe – 30 évre előre elismerte az általa uralt területek örökös helytartójának (emír), ő pedig véget vetett a régens ellen 883 óta folyó nyilvános propagandának.
892 tavaszán meghalt al-Muvaffak, az ősszel pedig fivére, al-Mutamid kalifa is. A trónt nem a kijelölt örökös, Dzsaafar al-Mufavvad (egyébként a Túlúnidák területeinek elméleti főkormányzója), hanem az őt megölető unokatestvére, a régens fia foglalta el al-Mutadid néven. Ő még ebben az évben feleségül vette Humáravajh Katr an-Nada („Harmatcsepp”) nevű lányát, 893 tavaszán pedig új egyezményt kötött vele. Ebben Humáravajh lemondott nemrég szerzett felső-mezopotámiai birtokai egy részéről (Dijár Rabía egészéről és Dijár Mudar keleti fertályáról), illetve a jövőre nézve vállalta évi 300 000 dénáros adó kifizetését és évenként 200 000 dénárt az addigi elmaradások pótlására. Cserében az uralkodó megerősítette birtokai élén, és ismét örökös helytartóvá nevezte ki 30 évre előre.
A kezdeti harcokat leszámítva Humáravajh uralkodása békében telt, a fejedelem pedig luxusban tobzódott: hatalmas háremet tartott, bőkezűen támogatta a művészeket – köztük a kalifai kegyekből hosszú évtizedek után kiszorult agg költőt, Buhturit –, a zenészeket, és sajátos érdeklődést fejezett ki a festészet és szobrászat iránt is. A kalifával összeházasított lánya, Harmatcsepp óriási hozományát számos forrás emlegeti bámulattal. Pompakedvelése (állítólag kétszer nem volt hajlandó ugyanarra a lóra ülni) hatalmas költségekkel járt együtt, ami a békeidőben is fenntartandó, hatalmas sereggel együtt (amit Humáravajh egy hozzá feltétlenül hű, Nílus-delta beduinjaiból toborzott elit testőrséggel bővített) uralkodása végére a dénár jelentős értékvesztéséhez és a kincstár kiürüléséhez vezetett. Humáravajh hatalma azonban még stabil maradt, amikor 896 elején a hárem nagyságát szexuális kicsapongásra felhasználó eunuchjai végeztek vele Damaszkuszban. A trónon két kiskorú fia is követte: Dzsajs egy éven belül megbukott, a hosszabban uralkodó Hárún alatt viszont megkezdődött a dinasztia hatalmának összeomlása.